# Coulonges-Cohan
Coulonges-Cohan es una comuna francesa, situada en el departamento de Aisne, de la región de Alta Francia.

## Demografía
| 480 | 423 | 367 | 389 | 384 | 370 | 426 | 436 |
| Para los censos de 1962 a 1999 la población legal corresponde a la población sin duplicidades (Fuente: INSEE [Consultar]) |     |     |     |     |     |     |     |